# Toshiki Tajima
Toshiki Tajima (jap. 田島 俊樹, Tajima Toshiki; * 18. Januar 1948) ist ein japanischer theoretischer Physiker und Hochschullehrer an der University of California, Irvine (UCI).

## Leben
Tajima studierte an der Universität Tokio mit dem Bachelor-Abschluss 1971 und dem Master-Abschluss 1973 und wurde 1975 an der UCI promoviert. Als Post-Doktorand war er an der University of California, Los Angeles und ab 1980 an der University of Texas at Austin, wo er Professor wurde, was er bis 2001 blieb. 1998 bis 2001 war er Special Assistant des Associate Director am Lawrence Livermore National Laboratory und 2000 bis 2002 am SLAC. Ab 2002 war er Direktor des Kansai Photon Science Institute der Japan Atomic Energy Agency und 2008 bis 2011 Professor an der Ludwig-Maximilians-Universität München. Seit 2008 war er auch am Beschleuniger KEK. Er ist Rostoker Professor an der UCI.
Tajima befasst sich mit Plasmaphysik, Laserphysik, Kernfusion, Plasma-Astrophysik, Beschleunigerphysik und medizinischen Anwendungen der Physik. Mit John M. Dawson entwickelte er Laser Wakefield Acceleration (LWFA), einer Laser-Anwendung in der Teilchenbeschleunigung. Er war auch 1994 an der experimentellen Demonstration der Durchführbarkeit des Konzepts beteiligt.
2006 erhielt Tajima den Nishina-Preis und 2015 den Premio Enrico Fermi und war Blaise Pascal Professor und Einstein Professor der Chinesischen Akademie der Wissenschaften. Er war Vorsitzender des International Committee for Ultrahigh Intensity Lasers (ICUIL) und stellvertretender Direktor des International Center for Zetta-Exawatt Science and Technology (IZEST) an der École polytechnique (Direktor Gérard Mourou). Er ist Fellow der Japan Society for the Promotion of Science. Für 2019 wurden ihm der Robert R. Wilson Prize der American Physical Society und der Hannes-Alfvén-Preis zugesprochen, für 2020 der Charles Hard Townes Award der Optical Society of America. Seit 2016 ist er auswärtiges Mitglied der Russischen Akademie der Wissenschaften.
Tajima ist Chief Science Officer von Tri Alpha Energy im kalifornischen Foothill Ranch bei Lake Forrest, einer 1998 gegründeten Firma, die sich mit Fusion befasst (insbesondere Aneutronic Fusion, Field reversed configuration).

## Schriften (Auswahl)
- mit K. Shibata: Plasma Astrophysics, Addison-Wesley 1997
- Computational plasma physics. With applications to fusion and astrophysics, Frontiers in Physics, Band 72, 1989, 1
- mit J. M. Dawson: Laser electron accelerator, Phys. Rev. Lett., Band 43, 1979, S. 267
- mit C. Joshi, J. M. Dawson u. a.: Forward Raman instability and electron acceleration, Phys. Rev. Lett., Band 47, 1981, S. 1285
- mit M. R. Kundu u. a.: Current loop coalescence model of solar flares, Astroph. J., Band 321, 1987, S. 1031–1048
- mit K. Shibata u. a.: Two-dimensional magnetohydrodynamic model of emerging magnetic flux in the solar atmosphere, Astroph. J., Band 345, 1989, S. 584–596
- mit K. Nakajima u. a.: Observation of ultrahigh gradient electron acceleration by a self-modulated intense short laser pulse, Phys. Rev. Lett., Band 74, 1995, S. 4428
- mit R. Matsumoto: Magnetic viscosity by localized shear flow instability in magnetized accretion disks, Astroph. J., Band 445, 1995, S. 767–779
- mit P. Chen: Testing Unruh radiation with ultraintense lasers, Phys. Rev. Lett., Band 83, 1999, S. 256
- mit T. Esirkepov u. a.: Proposed double-layer target for the generation of high-quality laser-accelerated ion beams, Phys. Rev. Lett., Band 89, 2002, S. 175003
- mit G. Mourou: Zettawatt-exawatt lasers and their applications in ultrastrong-field physics, Physical Review Special Topics-Accelerators and Beams, Band 5, 2002, S. 031301
- mit T. Esirkepov, S. V. Bulanov: Light intensification towards the Schwinger limit, Physical Review Letters, Band 91, 2003, S. 085001
- mit K. Matsukado u. a.: Energetic protons from a few-micron metallic foil evaporated by an intense laser pulse, Phys. Rev. Lett., Band 91, 2003, S. 215001
- mit T. Esirkepov, G. A. Mourou u. a.: Highly efficient relativistic-ion generation in the laser-piston regime, Phys. Rev. Lett., Band 92, 2004, S. 175003
- mit G. A. Mourou, S. V.  Bulanov: Optics in the relativistic regime, Reviews of modern physics, Band 78, 2006, S. 309
- mit A. Henig u. a.: Radiation-pressure acceleration of ion beams driven by circularly polarized laser pulses, Phys. Rev. Lett., Band 103, 2009, S. 245003
- mit G. Mourou, P. Brocklesby, J. Limpert: The future is fibre accelerators, Nature Photonics, Band 7, 2013, S. 258–261